# Актюбинский областной планетарий
Актю́бинский областной планетарий (каз. Ақтөбе облыстық планетарийі) — первый планетарий в Казахстане, открытый в 1967 году. Долгое время был единственным в республике. Расположен в старой части города Актобе, на улице Жанкожа батыра, 50 А.

## История
В 1962 году в Актюбинской области был собран рекордный урожай зерновых и излишки были отправлены «братскому народу» Германской Демократической Республики. В благодарность немцы из Йены подарили городу аппарат фирмы Carl Zeiss, который 5 лет пролежал на складах, пока его не заметил первый секретарь обкома партии Николай Журин (1908—1996). Московские специалисты в Пионерском парке на пересечении улиц Некрасова и Фрунзе построили здание с купольным залом. Первая лекция была проведена 3 января 1967 года. До 2001 года бессменным руководителем планетария был Николай Павлович Зафирис.
«Звёздный зал» планетария с 10-метровым куполом, в котором установлен аппарат Carl Zeiss, позволяет продемонстрировать посетителям различные астрономические явления: солнечные и лунные затмения, метеоритные дожди, гало, восход и закат Солнца, панораму Байконура. В этом зале также проводятся лекции по астрономии и космонавтике.
В планетарии представлены панорамы Солнечной системы и Марса, карта звёздного неба, уголки астрономии и космонавтики. При планетарии для школьников действует кружок «Уркер», руководимый бывшим педагогом АГУ им. Жубанова и физиком Сагинбаем Утениязовым.
В 2008 году на Международной конференции планетариев стран СНГ в Барнауле Актюбинский планетарий вошёл в состав Евро-Азиатского содружества планетариев.

## Посещаемость
За всё время существования Актюбинский планетарий посетило около 1,5 млн человек. Основными посетителями планетария являются школьники, затем студенты и взрослые.